# Pacífico Rodríguez
Pacífico Rodríguez (El Alto, 27 de octubre de 1889 - San Fernando del Valle de Catamarca, 27 de mayo de 1990) fue un médico y político argentino, primer gobernador peronista de la Provincia de Catamarca, en el año 1946.
Se recibió de médico en la Universidad Nacional de Córdoba el 16 de marzo de 1921. Fue diputado y senador provincial por el Partido Justicialista, director de la Casa Cuna de Catamarca y rector del Colegio Nacional de Catamarca "Fidel Mardoqueo Castro". 
Su actuación gubernativa comprende desde 24 de febrero de 1946 hasta el 5 de agosto de 1946. En sus primeros días de gestión se comenzaron a insinuar los conflictos existentes entre  el Ejecutivo y la Legislatura provincial; Rodríguez no contaba con la mayoría legislativa, porque esta no respondía a él sino al senador nacional Vicente Leonidas Saadi, hombre influyente en la Cámara alta de la Nación.
Rodríguez sólo pudo permanecer tres meses al frente de la gobernación, tras lo cual fue reemplazado por una brevísima gestión de Román Subiza, quién llegó a Catamarca a poner en funciones al vicegobernador Juan León Córdoba.
El 20 de junio del 1949 se llevaron a cabo las elecciones para gobernador y resultó ganadora la fórmula encabezada por Vicente Saadi – Benjamín Juárez sobre los candidatos del radicalismo.
Pacífico Rodrígez falleció en Catamarca el 27 de mayo de 1989, a los 100 años de edad.